# Envolvent acústic
L'envolvent acústic és un terme utilitzat en música, acústica i psicoacústica. Constitueix una manera de definir, en termes de paràmetres globals (des de dos fins a més de quatre), l'evolució temporal en amplitud de qualsevol so.
Està determinat per quatre paràmetres genèrics (hi ha envolvents amb major o menor quantitat d'aquests). Les sigles en anglès per referir aquest fenomen són ADSR.:
- Atac: en anglès "Attack". És el temps d'entrada. El que triga a escoltar-se el so després d'haver estat executat per l'instrument o l'emissor.

- Decaïment: en anglès "Decay". És el temps que triga l'amplitud a reduir-se, evolucionant cap al sosteniment, després d'haver aconseguit l'amplitud màxima, sense, per exemple, desenganxar la tecla o el "punt d'inducció vibratòria".

- Sosteniment: en anglès "Sustain". Després del decaïment, és l'amplitud que es manté constant fins que es deixa d'induir la vibració (per exemple, en el cas dels sintetitzadors, passa fins quan es deixa anar una tecla o cable que controla aquesta factor).

- Extinció: en anglès "Release". El temps que triga el so a perdre tota la seva amplitud després de desenganxar la tecla o punt d'inducció vibratòria.